# Wouter Andries van Schaijck
Wouter Andries van Schaijck (Leiden, 16 april 1921 – Markelo, 7 oktober 1992)  was een Nederlands politicus van de VVD.
Hij was plaatsvervangend chef van het kabinet van de commissaris van de Koningin in de provincie Noord-Holland voor hij in april 1964 burgemeester werd van de gemeente Loenen waar de gemeente Vreeland en een deel van de gemeente Loenersloot toen in opging. In januari 1980 volgde zijn benoeming tot burgemeester van Markelo wat hij zou blijven tot zijn pensionering in mei 1986. Eind 1992 overleed hij 71-jarige leeftijd. Zijn zoon Steven van Schaijck is eveneens voor de VVD burgemeester geweest en wel van Strijen en Geldermalsen.